# Nigeri labdarúgó-válogatott
A nigeri labdarúgó-válogatott (becenevükön: Mena) Niger nemzeti csapata, melyet a nigeri labdarúgó-szövetség irányít. A csapat még nem jutott ki egyetlen labdarúgó-világbajnokságra sem.

## Világbajnoki szereplés
- 1930 – 1974 – Nem indult
- 1978 – 1982 – Nem jutott be
- 1986 – Visszalépett
- 1990 – Nem indult
- 1994 – Nem jutott be
- 1998 – Visszalépett
- 2002 – Nem indult
- 2006 – 2018 – Nem jutott be

## Afrikai nemzetek kupája-szereplés
- 1957 – Nem indult
- 1959 – Nem indult
- 1962 – Nem indult
- 1963 – Nem indult
- 1965 – Nem indult
- 1968 – Nem indult
- 1970 – Nem jutott be
- 1972 – Nem jutott be
- 1974 – Visszalépett
- 1976 – Nem jutott be
- 1978 – Visszalépett
- 1980 – Visszalépett
- 1982 – Nem indult
- 1984 – Nem jutott be
- 1986 – Nem indult
- 1988 – Nem indult
- 1990 – Nem indult
- 1992 – Nem indult
- 1994 – Nem indult
- 1996 – Visszalépett
- 1998 – Kizárták
- 2000 – Nem jutott be
- 2002 – Nem jutott be
- 2004 – Nem jutott be
- 2006 – Nem jutott be
- 2008 – Nem jutott be
- 2010 – Nem jutott be
- 2012 – Csoportkör
- 2013 – Csoportkör
- 2015 – Nem jutott be

## Játékosok
2023. október 9-i állapotnak megfelelően.
| Szám | Poszt | Név                          | Születési dátum / Kor          | Válogatottság | Gólok | Klub                 |
| ---- | ----- | ---------------------------- | ------------------------------ | ------------- | ----- | -------------------- |
| 22   | K     | Mahamadou Tanja              | 1996. július 5. (28 éves)      | 13            | 0     | AS FAN               |
| 21   | K     | Naim Van Attenhoven          | 2003. január 31. (22 éves)     | 8             | 0     | Valenciennes B       |
| 28   | K     | Younoussa Abiboulaye         | 2004. szeptember 3. (20 éves)  | 0             | 0     | Sahel                |
| 15   | V     | Abdoulaye Boureima Katkoré   | 1993. március 26. (31 éves)    | 53            | 0     | AS Douanes           |
|      | V     | Adamou Ibrahim Djibo         | 1998. augusztus 13. (26 éves)  | 12            | 1     | Sheriff Tiraspol     |
|      | V     | Karim Doudou                 | 1998. szeptember 25. (26 éves) | 12            | 0     | Dakkada              |
|      | V     | Rahim Alhassane              | 2002. január 1. (23 éves)      | 7             | 0     | Recreativo de Huelva |
|      | V     | Najeeb Yakubu                | 2000. május 1. (24 éves)       | 5             | 0     | Vorszkla Poltava     |
|      | V     | Hassan Seidou Boubacar       | 2002. május 20. (22 éves)      | 0             | 0     | USGN                 |
|      | V     | Seydine N'Diaye              | 1998. április 23. (26 éves)    | 0             | 0     | Ilves                |
|      | V     | Massoudi Salifou             | 2004. július 11. (20 éves)     | 0             | 0     | AS FAN               |
|      | V     | Djibrilla Ibrahim            | 2002. március 2. (23 éves)     | 0             | 0     | Rijeka               |
|      | KP    | Ousmane Diabaté              | 1994. július 9. (30 éves)      | 36            | 0     | Olympic Azzaweya     |
| 12   | KP    | Abdoul Moumouni              | 2002. szeptember 7. (22 éves)  | 11            | 0     | Sheriff Tiraspol     |
|      | KP    | Ousseini Badamassi           | 1997. április 21. (27 éves)    | 10            | 1     | TP Mazembe           |
|      | KP    | Salim Abubakar               | 2003. április 6. (21 éves)     | 0             | 0     | Sassuolo U19         |
|      | KP    | Ismael Mahamadou Moussa      | 2002. január 1. (23 éves)      | 0             | 0     | Granada CF C         |
|      | KP    | Mamane Moustapha Amadou Sabo | 2004. szeptember 14. (20 éves) | 0             | 0     | Young Reds           |
|      | CS    | Amadou Wonkoye               | 1994. május 19. (30 éves)      | 46            | 5     | Horoya AC            |
| 11   | CS    | Boubacar Hainikoye           | 1998. október 7. (26 éves)     | 21            | 3     | TP Mazembe           |
|      | CS    | Issa Djibrilla               | 1996. január 1. (29 éves)      | 20            | 4     | Zira                 |
|      | CS    | Bachibou Koita               | 1994. április 15. (30 éves)    | 8             | 0     | Oman Club            |
|      | CS    | Boubacar Djibrill Goumey     | 2000. július 14. (24 éves)     | 4             | 0     | Al-Karkh SC          |
|      | CS    | Kairou Amoustapha            | 2001. január 1. (24 éves)      | 0             | 0     | Cancún F.C.          |